# Herbert Hemprich
Herbert Hemprich (* 8. September 1913 in Seehausen, Landkreis Wanzleben; † 28. April 1985 in Oldenburg) war ein deutscher evangelischer Kirchenjurist und von 1964 bis 1981 juristischer Oberkirchenrat der Evangelisch-Lutherischen Kirche in Oldenburg.

## Leben
Herbert Hemprich studierte an der Georg-August-Universität in Göttingen und in Berlin Rechts- und Staatswissenschaften. Er war seit 1932 Mitglied der Burschenschaft Hannovera Göttingen. 1938 wurde er in Göttingen promoviert. Von 1939 bis 1946 war Hemprich im Kriegsdienst bzw. in sowjetischer Kriegsgefangenschaft. Noch während seines Kriegsdienstes wurde er 1941 zum Reichsbahnassessor berufen und 1942 zum Reichsbahnrat ernannt.
1947 wechselte Hemprich in den kirchlichen Dienst und begann als Referent im Provinzialamt des Hilfswerkes der EKD in Magdeburg. Ab 1950 war er Konsistorialrat, ab 1956 Oberkonsistorialrat der Kirchenprovinz Sachsen, jeweils mit der Zuständigkeit für die juristischen Angelegenheiten des Bistums Magdeburg.
1957 kam es im verschärften Kampf des SED-Regimes gegen die Kirchen zu Verhaftungen und Prozessen gegen den Konsistorialpräsidenten Kurt Grünbaum und den Finanzdezernenten Oberkonsistorialrat Dr. Siegfried Klewitz wegen nach DDR-Recht gesetzwidriger Einfuhr von DM-Ost aus Westberlin in die DDR ("Geldumtauschprozess"). Die Verteidigungsschriften des Bistums Magdeburg in den Verfahren, die u. a. auf Fehler und Versäumnisse nach der DDR-Strafprozessordnung hinwiesen, fertigte Herbert Hemprich, was dem Ministerium für Staatssicherheit, dem Staatssekretariat für Kirchenfragen, der Bezirksstaatsanwaltschaft und Bezirksregierung Magdeburg bekannt war. Bischof D. Johannes Jänicke und Hemprich trugen die Vorwürfe wegen Verletzung geltenden Rechts auch gegenüber staatlichen Stellen vor und sorgten dafür, dass die Gemeinden im Bistum Fürbitten für die Inhaftierten vornahmen. Die Bezirksstaatsanwaltschaft Magdeburg ermittelte gegen Hemprich und erwog, ihn in Untersuchungshaft zu nehmen; staatliche Stellen bedeuteten zudem, dass seine Kinder weder das Abitur erlangen noch studieren könnten. Die Familie verließ daraufhin nach einem überraschend schnell genehmigten Ausreiseantrag 1958 die DDR nach West-Berlin. 
Von 1958 bis 1964 bekleidete Hemprich die Position eines Verwaltungsgerichtsrates in Berlin (West). Von 1964 bis 1981 war er juristischer Oberkirchenrat der Evangelisch-Lutherischen Kirche in Oldenburg und Vertreter des Bischofs „in Verwaltungsangelegenheiten, Kirchenordnung und Gesetzgebung, Personal- und Besoldungsfragen, Finanzwesen, Kirchensteuern“. In dieser Eigenschaft war er neben Bischof Gerhard Jakobi Teilnehmer des ersten Ökumenischen Gespräches der Ev.-Luth. Kirche in Oldenburg und des Bischöflichen Offizialats Vechta am 8. Januar 1966, das die älteste ökumenische Gesprächstradition in Deutschland auf Kirchenleitungsebene begründete. Von 1971 bis 1979 war er vom Oberkirchenrat in den Rat der Konföderation evangelischer Kirchen in Niedersachsen entsandt.
In der Diskussion um das Kirchenpapier der FDP von 1974 Freie Kirche im freien Staat setzte sich Hemprich für einen sachlichen Umgang der Kirchen mit dem Papier ein und stellte fest, dass einige Thesen der FDP für die Kirchen durchaus juristisch akzeptabel seien. Die Haltung Hemprichs kommt aus seiner deutlichen Bejahung der Trennung von Kirche und Staat im Sinne der durch Art. 140 Grundgesetz inkorporierten Kirchenartikel der Weimarer Reichsverfassung (Art. 137 ff.) bei gleichzeitiger Betonung ihrer notwendigen Partnerschaft in der Gesellschaft. So entwickelte er etwa am Beispiel der Kirchengemeinde und der politischen Gemeinde insbesondere auf dem Gebiet der Diakonie bzw. Caritas bei allen Gemeinsamkeiten auch Trennendes im Selbstverständnis des Movens der unterschiedlichen Körperschaften, nämlich die Verpflichtung auf das Allgemeinwohl der politischen Körperschaft Gemeinde und der Verpflichtung zur tätigen Verkündigung des Evangeliums der Kirchengemeinde in ihrer Gottesbezogenheit.
Im Ehrenamt war Hemprich von 1955 bis 1958 Mitglied der Synode der Kirchenprovinz Sachsen, später Mitglied des Vorstandes des evangelischen Krankenhauses in Oldenburg und von 1968 bis 1985 Mitglied der Hermann Ehlers Stiftung.

## Veröffentlichungen
- Die Kündigung des Mietvertrages aus wichtigem Grund, zugleich ein Beitrag zum Dauerschuldverhältnis. Diss. Göttingen 1938, Nolte, Düsseldorf 1937
- Entwicklung und Bedeutung der Konföderation. In: Festgabe für Bischof D[oktor] D[okto]r Hans Heinrich Harms zum 70. Geburtstag: 4. Juli 1984. Evang.-Luther. Oberkirchenrat, Oldenburg 1984, S. 35–48